# Route magistrale 2 (Arménie)
Pour les articles homonymes, voir M2 et Route 2.
La route magistrale M2 (en arménien : Մ 2 ճանապարհ) est une route magistrale en Arménie.
Elle relie la capitale Erevan via Agarak à la frontière entre l'Arménie et l'Iran,,

## Présentation
La route M2 mesure 384,3 km de long. Elle relie Erevan, la capitale de l'Arménie, a Yeraskh, Goris et Meghri, en continuant jusqu'à la frontière entre l'Arménie et l'Iran.
Il est prévu de reconstruire la route M2 sur certains tronçons dans le cadre du projet de construction de la route « Nord-Sud »,.

## Histoire
Entre Goris et Kapan, la M2 a longtemps constitué la frontière entre la RSS d'Arménie et la RSS d'Azerbaïdjan.
Le tronçon de 37 km d’autoroute reliant Erevan à Ararat, près de la frontière entre l'Arménie et la Turquie, a été construit à l’époque soviétique. Il revêtait une importance stratégique pour l’armée soviétique en raison de sa proximité avec la frontière avec la Turquie, membre de l’OTAN.

## Tracé
- Erevan
- Masis
- Artachat
- Ararat
- Areni
- Eghegnazor
- Goris
- Kapan
- Kajaran
- Agarak

## Galerie

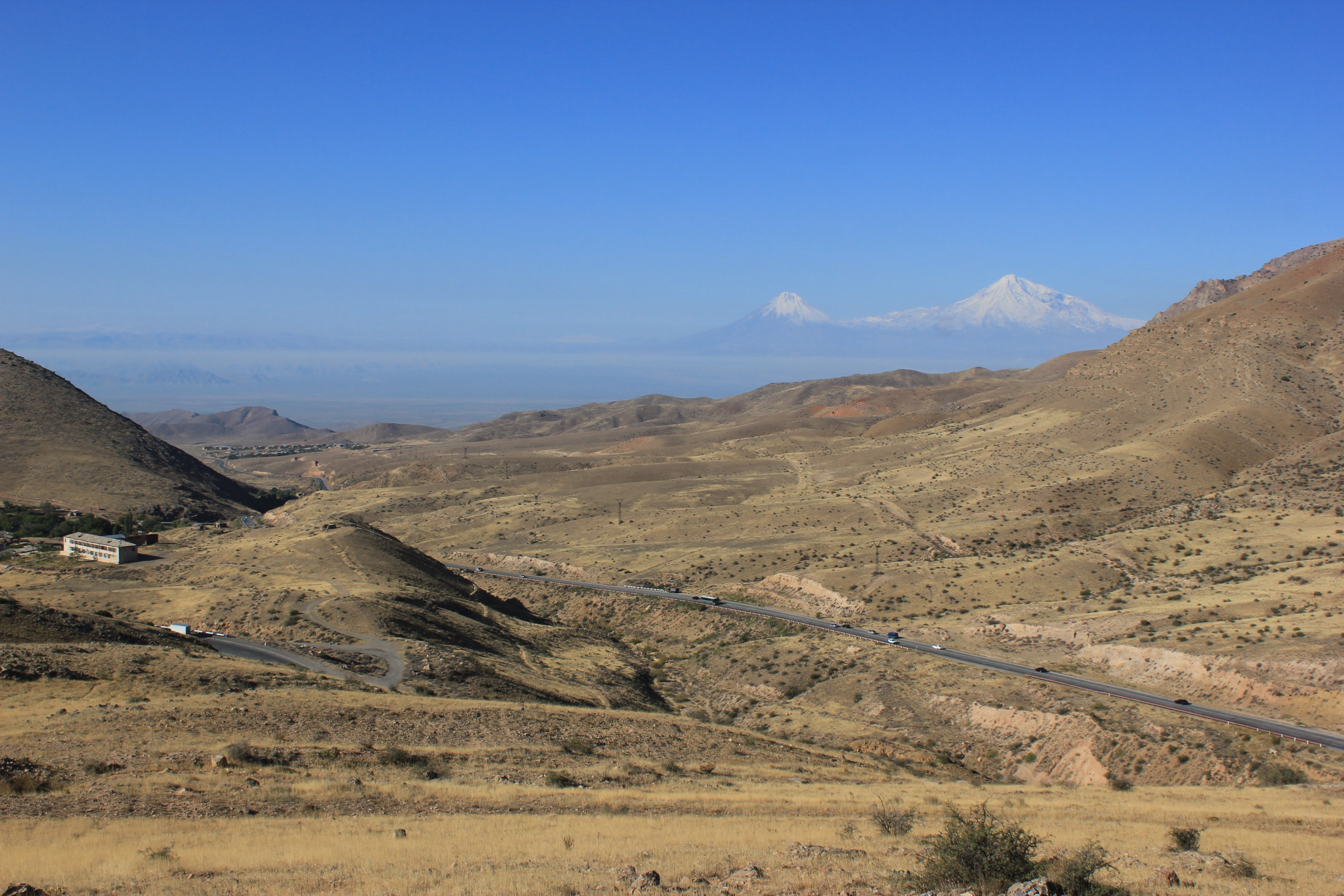
Vue de la route depuis le village de Tigranashen.
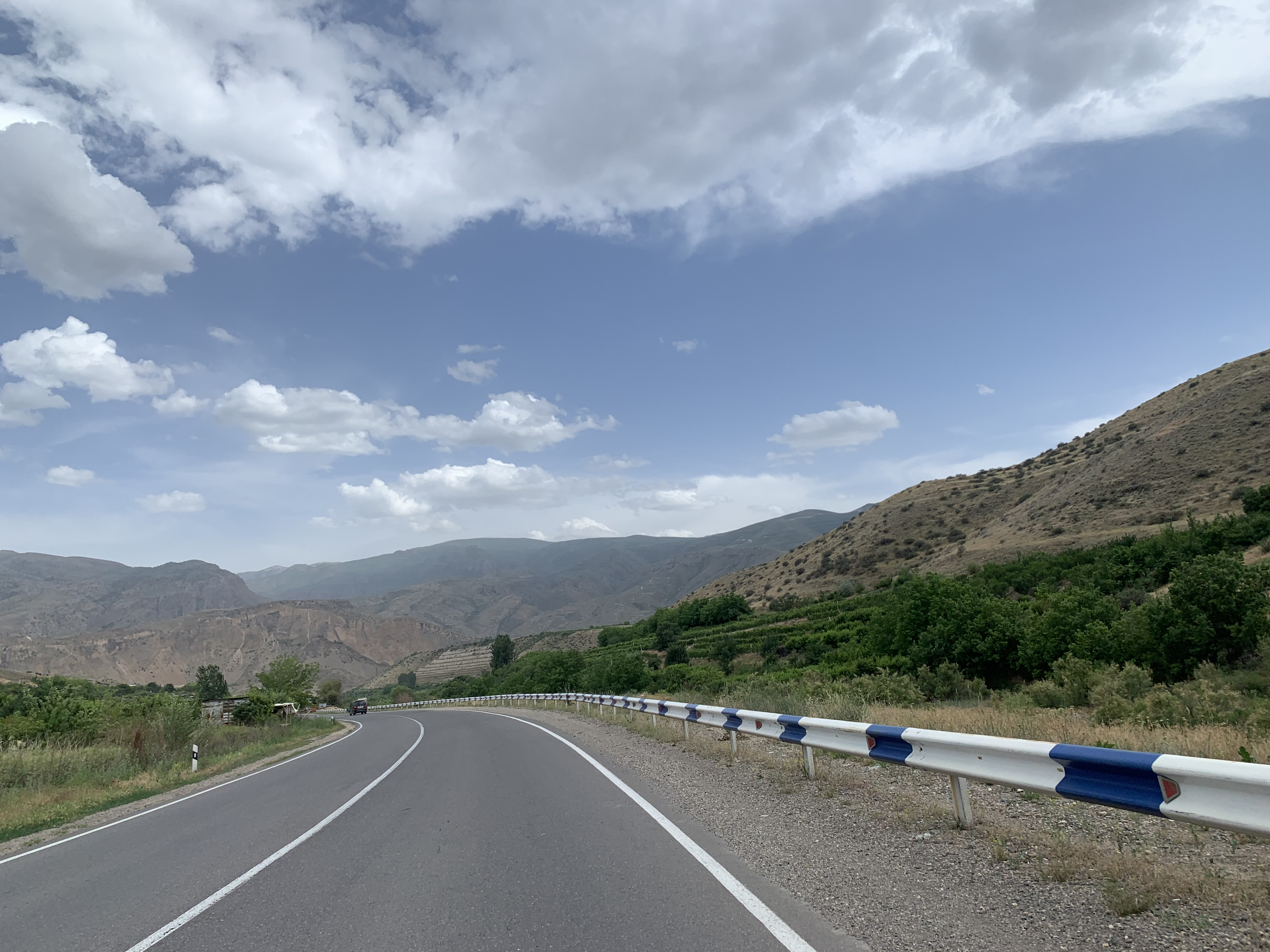
Chiva-Areni.
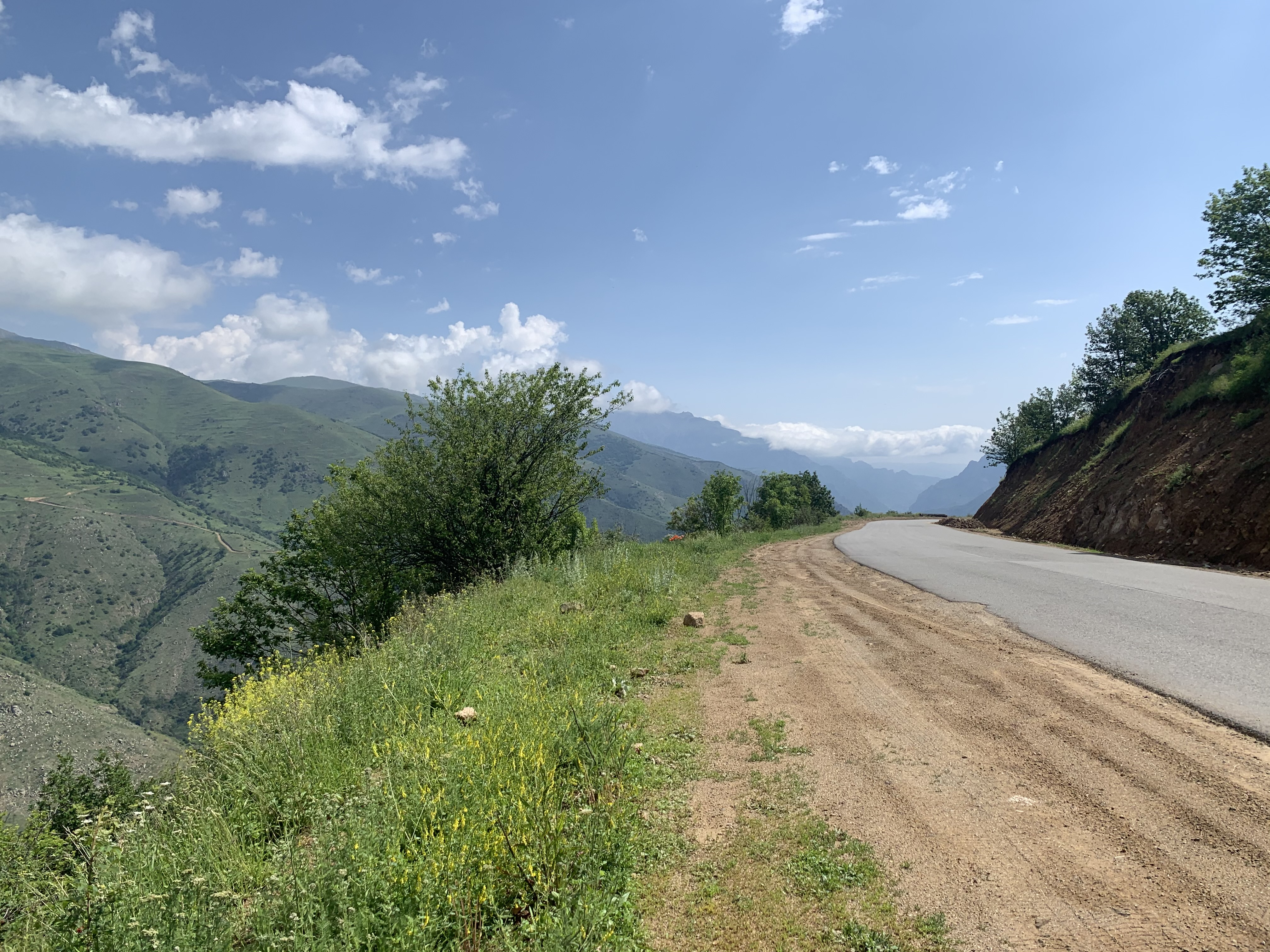
Entre Kajaran et Lichk.
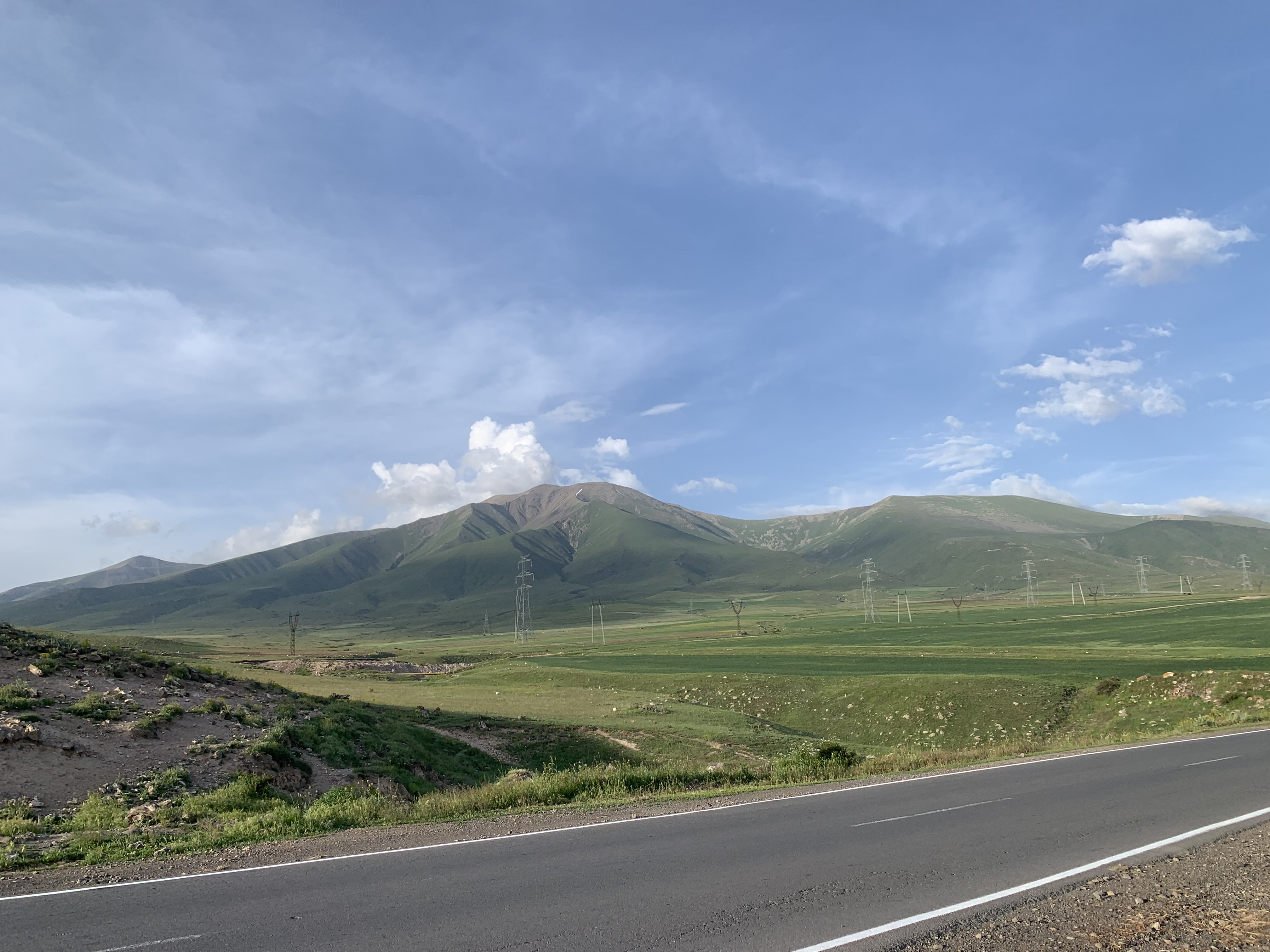
Entre Sisian et Goris.
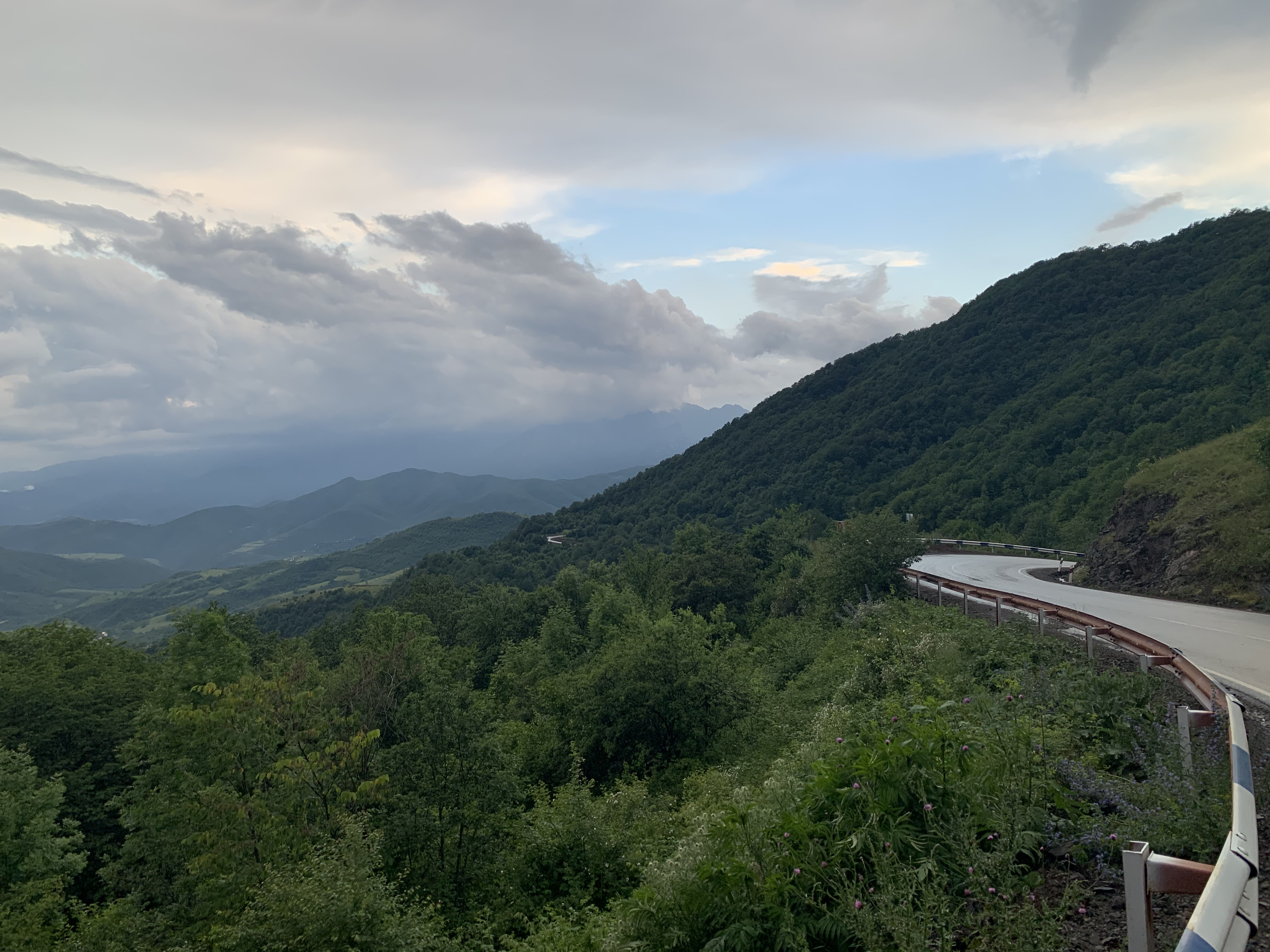
Entre Goris et Kapan.
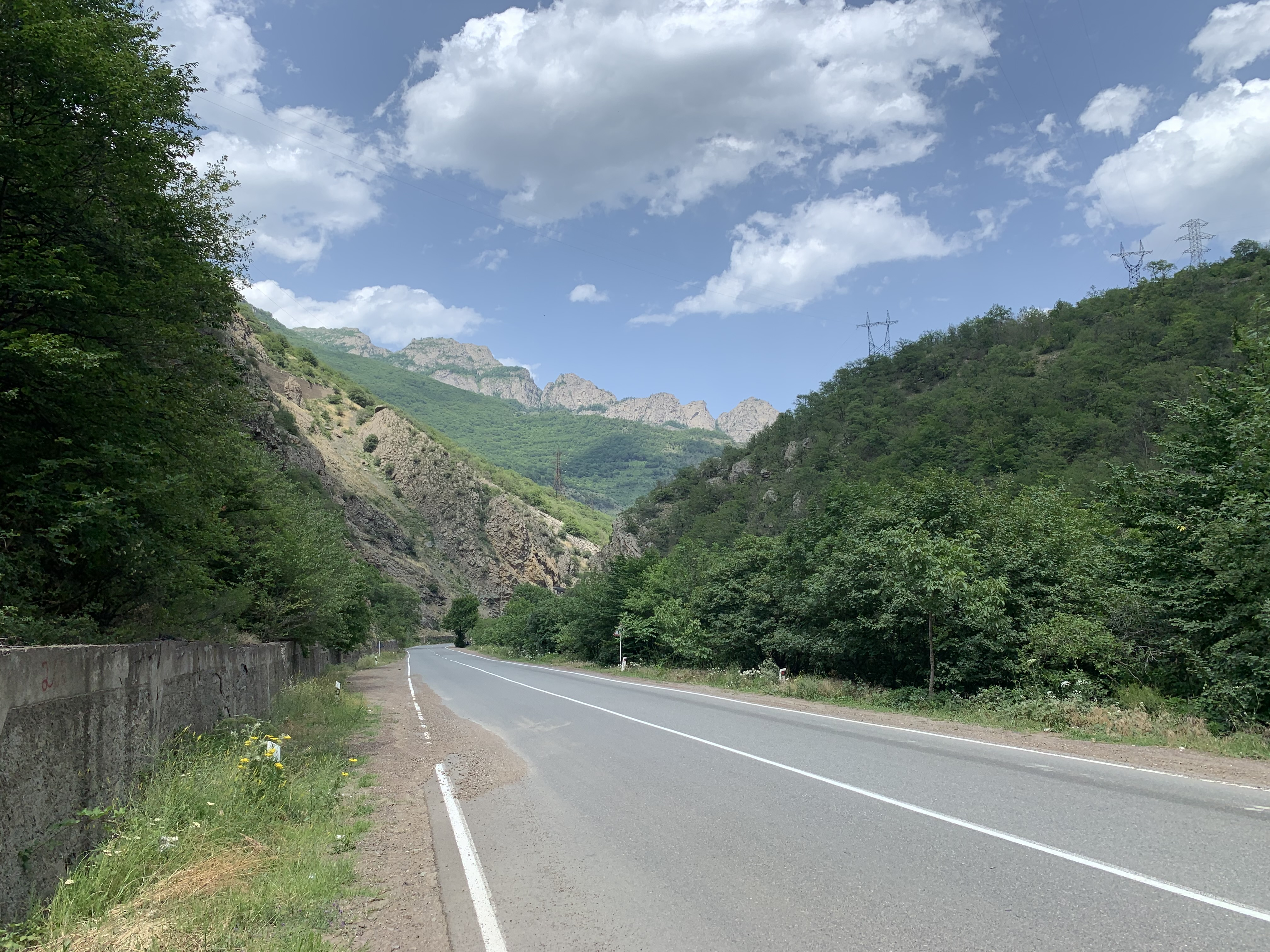
Paysage entre les villages Amletavan et Andokavan.
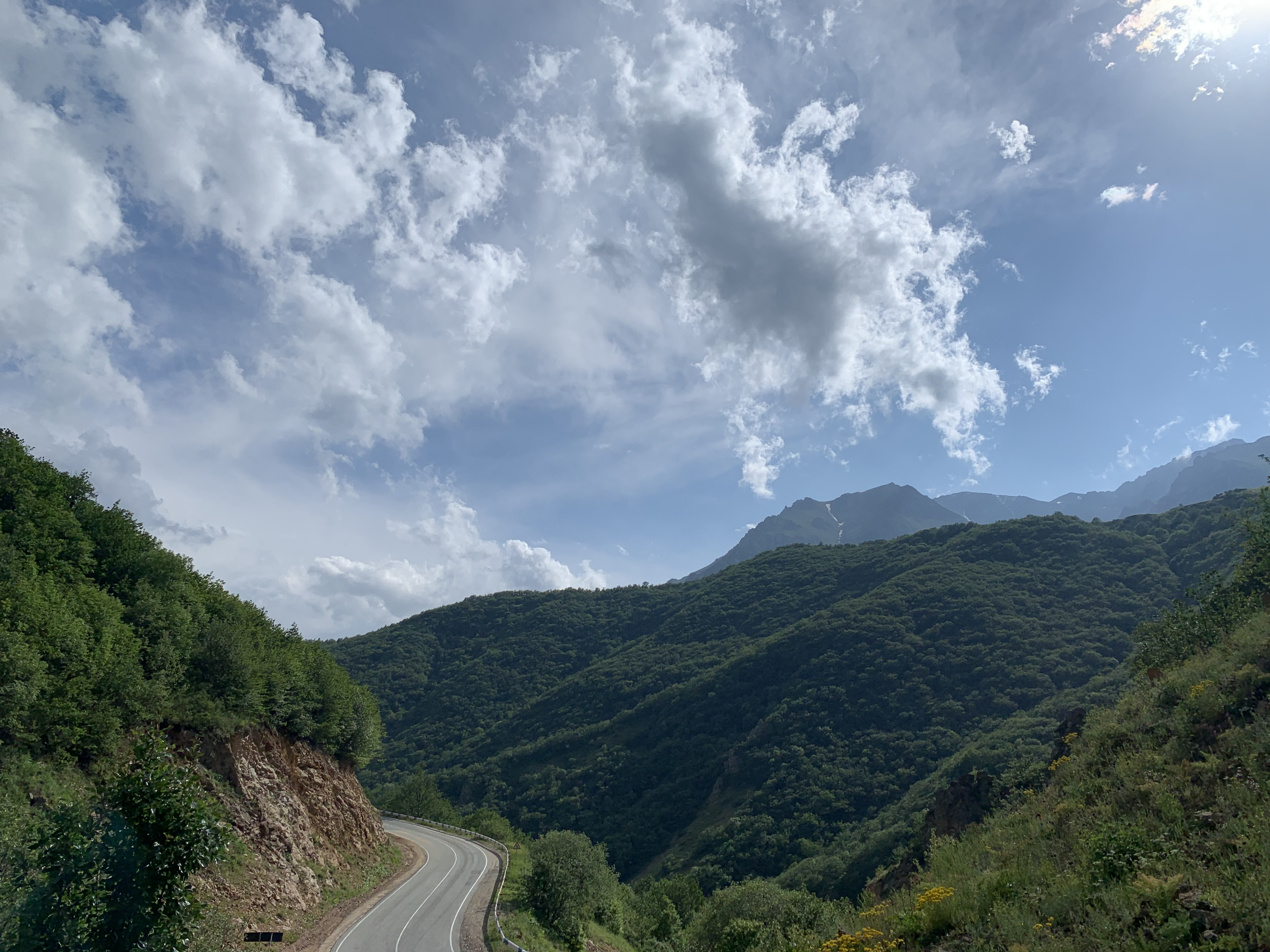
Paysage entre Kajaran et Tashtun
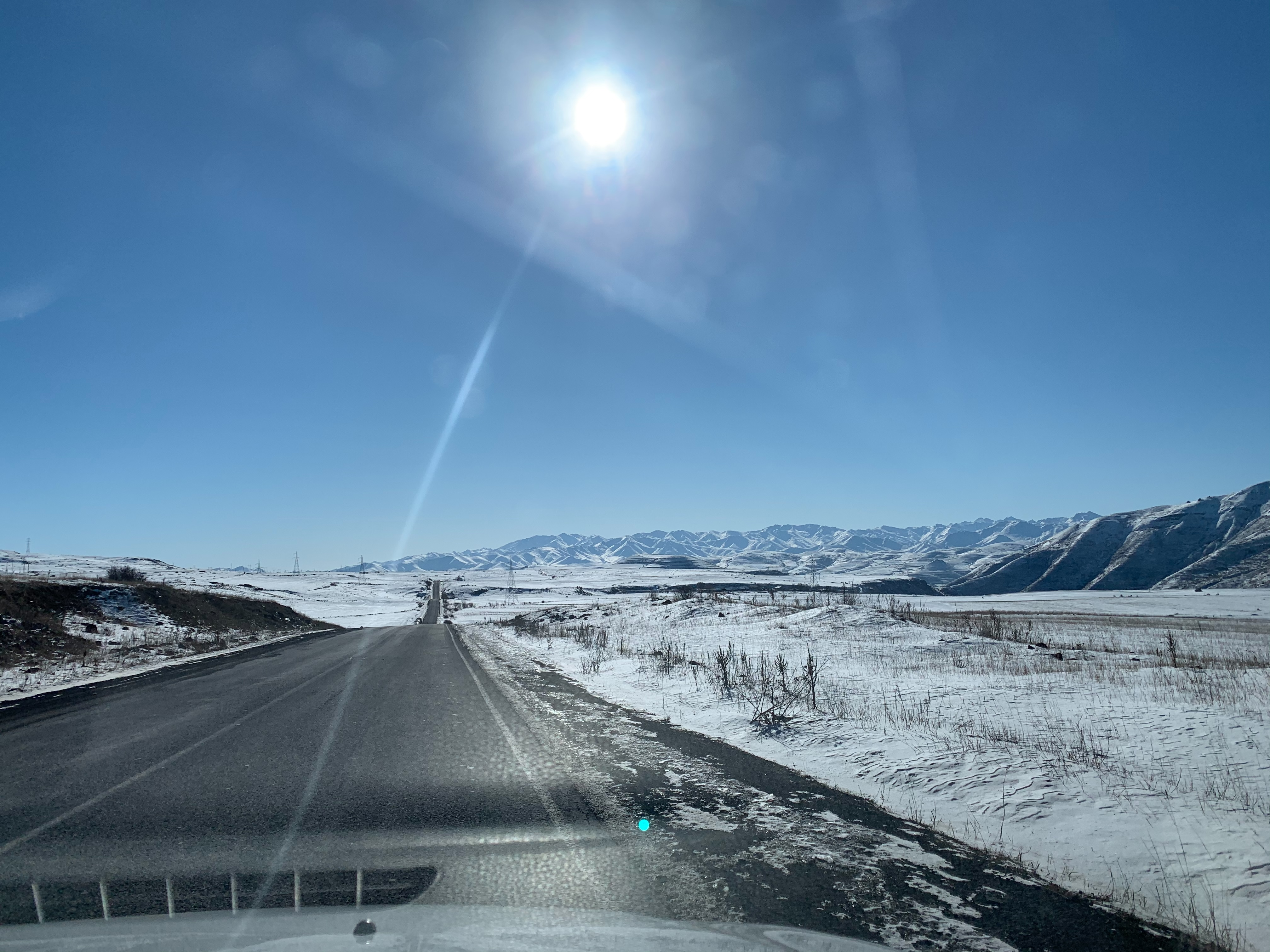